# Walisische Badmintonmeisterschaft
Walisische Einzelmeisterschaften im Badminton werden seit 1938 ausgetragen, anfangs jedoch nur im gemischten Doppel. 1940 bis 1952 pausierten die Titelkämpfe. 1960 erhöhte sich die Anzahl der ausgetragenen Disziplinen auf drei durch das Hinzukommen von Damen- und Herrendoppel. Ein Jahr später wurden dann erstmals alle fünf Wettbewerbe ausgespielt. 1977 starteten Teamwettbewerb und Juniorenmeisterschaften. Internationale Meisterschaften von Wales gibt es dagegen schon seit 1928, Juniorenmeisterschaften sind seit 1977 dokumentiert, Mannschaftstitelkämpfe ebenfalls seit 1977.

## Die Einzelmeister
| Saison    | Herreneinzel        | Dameneinzel          | Herrendoppel                      | Damendoppel                                | Mixed                               |
| --------- | ------------------- | -------------------- | --------------------------------- | ------------------------------------------ | ----------------------------------- |
| 1938      | nicht ausgetragen   | nicht ausgetragen    | nicht ausgetragen                 | nicht ausgetragen                          | F. P. Griffiths W. Griffiths        |
| 1939      | nicht ausgetragen   | nicht ausgetragen    | nicht ausgetragen                 | nicht ausgetragen                          | F. P. Griffiths W. Griffiths        |
| 1940 1952 | nicht ausgetragen   | nicht ausgetragen    | nicht ausgetragen                 | nicht ausgetragen                          | nicht ausgetragen                   |
| 1953      | nicht ausgetragen   | nicht ausgetragen    | nicht ausgetragen                 | nicht ausgetragen                          | J. C. Morgan H. Tomlin              |
| 1954      | nicht ausgetragen   | nicht ausgetragen    | nicht ausgetragen                 | nicht ausgetragen                          | J. H. Evans M. Anderson             |
| 1955      | nicht ausgetragen   | nicht ausgetragen    | nicht ausgetragen                 | nicht ausgetragen                          | nicht ausgetragen                   |
| 1956      | nicht ausgetragen   | nicht ausgetragen    | nicht ausgetragen                 | nicht ausgetragen                          | B. E. Fletcher E. A. Whitehead      |
| 1957      | nicht ausgetragen   | nicht ausgetragen    | nicht ausgetragen                 | nicht ausgetragen                          | J. C. Morgan H. H. Anderson         |
| 1958      | nicht ausgetragen   | nicht ausgetragen    | nicht ausgetragen                 | nicht ausgetragen                          | J. R. C. Weber P. Saunders          |
| 1959      | nicht ausgetragen   | nicht ausgetragen    | nicht ausgetragen                 | nicht ausgetragen                          | J. C. Morgan M. Perkins             |
| 1960      | nicht ausgetragen   | nicht ausgetragen    | J. C. Morgan Gordon Rowlands      | C. Davies E. G. Davies                     | J. C. Morgan C. Davies              |
| 1961      | Gordon Rowlands     | J. Warwick           | J. C. Morgan Gordon Rowlands      | K. Samuel E. G. Davies                     | Gordon Rowlands E. G. Davies        |
| 1962      | Gordon Rowlands     | Angela Davies        | Stuart Dickson Gordon Rowlands    | Angela Davies H. H. Anderson               | Stuart Dickson Angela Davies        |
| 1963      | M. Anis             | Angela Davies        | Peter Seaman Howard R. Jennings   | Angela Davies H. H. Anderson               | Peter Seaman M. Withers             |
| 1964      | Peter Seaman        | Angela Davies        | Peter Seaman Howard R. Jennings   | J. Stewart Betty Fisher                    | Peter Seaman M. Withers             |
| 1965      | Gordon Rowlands     | Angela Davies        | Peter Seaman Howard R. Jennings   | Angela Davies A. Roberts                   | Peter Seaman M. Withers             |
| 1966      | Gordon Rowlands     | Angela Dickson       | Peter Seaman Howard R. Jennings   | M. Withers Betty Fisher                    | Howard R. Jennings Angela Dickson   |
| 1967      | Peter Seaman        | Angela Dickson       | J. Hartstill David Colmer         | M. Withers Betty Fisher                    | Howard R. Jennings Angela Dickson   |
| 1968      | G. S. R. Tan        | Angela Dickson       | Peter Seaman Howard R. Jennings   | M. Withers Betty Fisher                    | Peter Seaman Betty Fisher           |
| 1969      | Howard R. Jennings  | Angela Dickson       | Peter Seaman Howard R. Jennings   | M. Withers Betty Fisher                    | Howard R. Jennings Angela Dickson   |
| 1970      | Howard R. Jennings  | Angela Dickson       | Alan Fisher Howard R. Jennings    | M. Withers Betty Fisher                    | Howard R. Jennings Angela Dickson   |
| 1971      | Howard R. Jennings  | Angela Dickson       | Alan Fisher Howard R. Jennings    | Angela Dickson Pamela Jeremiah             | David Colmer Pamela Jeremiah        |
| 1972      | Howard R. Jennings  | Angela Dickson       | Alan Fisher Howard R. Jennings    | Angela Dickson Pamela Jeremiah             | Alan Fisher Betty Fisher            |
| 1973      | nicht ausgetragen   | nicht ausgetragen    | nicht ausgetragen                 | nicht ausgetragen                          | nicht ausgetragen                   |
| 1974      | Howard R. Jennings  | Angela Dickson       | Alan Fisher Howard R. Jennings    | Angela Dickson Sue Brimble                 | Brian Jones Sue Alfieri             |
| 1975      | Howard R. Jennings  | Angela Dickson       | Brian Jones David Colmer          | Angela Dickson Betty Fisher                | Brian Jones Sue Alfieri             |
| 1976      | S. Gully            | Angela Dickson       | Brian Jones David Colmer          | Angela Dickson Sue Brimble                 | Howard R. Jennings Angela Dickson   |
| 1977      | Howard R. Jennings  | Sue Brimble          | Brian Jones David Colmer          | Sue Brimble Linda Blake                    | Brian Jones Sue Alfieri             |
| 1978      | Yim Chong Lim       | Angela Dickson       | Brian Jones David Colmer          | Sue Brimble Linda Blake                    | Brian Jones Angela Dickson          |
| 1979      | Yim Chong Lim       | Angela Dickson       | Brian Jones David Colmer          | Sue Brimble Linda Blake                    | Brian Jones Angela Dickson          |
| 1980      | Philip Sutton       | Sian Williams        | Brian Jones David Colmer          | Sue Brimble Linda Blake                    | Brian Jones Angela Dickson          |
| 1981      | Philip Sutton       | Sian Williams        | Richard Eastwood Philip Sutton    | Angela Nelson Sian Williams                | Yim Chong Lim Linda Blake           |
| 1982      | Philip Sutton       | Angela Nelson        | Chris Rees Lyndon Williams        | Angela Nelson Sian Williams                | Yim Chong Lim Linda Blake           |
| 1983      | Philip Sutton       | Sian Williams        | Chris Rees Lyndon Williams        | Angela Nelson Sian Williams                | Yim Chong Lim Linda Blake           |
| 1984      | Philip Sutton       | Angela Nelson        | Chris Rees Lyndon Williams        | Angela Nelson Sian Williams                | Lyndon Williams Sarah Doody         |
| 1985      | Philip Sutton       | Sian Williams        | Chris Rees Lyndon Williams        | Linda Blake Lesley Roberts                 | Lyndon Williams Sarah Doody         |
| 1986      | Chris Rees          | Lesley Roberts       | Chris Rees Lyndon Williams        | Sarah Doody Lesley Roberts                 | Andrew Spencer Lesley Roberts       |
| 1987      | Chris Rees          | Rachel McIntosh      | Chris Rees Lyndon Williams        | Sarah Doody Cathy Vigar                    | Philip Sutton Claire Hybart         |
| 1988      | Chris Rees          | Gail Davies          | Chris Rees Lyndon Williams        | Sarah Doody Caroline Watson                | Philip Sutton Sarah Doody           |
| 1989      | Chris Rees          | Gail Davies          | Chris Rees Lyndon Williams        | Sarah Doody Gail Davies                    | Chris Rees Sarah Doody              |
| 1990      | Andrew Spencer      | Rachele Edwards      | Andrew Spencer Lyndon Williams    | Caroline Grice Cathy Vigar                 | Philip Sutton Caroline Grice        |
| 1991      | Andrew Spencer      | Rachele Edwards      | Andrew Spencer Lyndon Williams    | Sian Williams Hilary Tarleton              | Andrew Carlotti Hilary Tarleton     |
| 1992      | Mark Richards       | Kelly Morgan         | Chris Rees Lyndon Williams        | Kelly Morgan Rachael Phipps                | Chris Rees Lisa Carpenter           |
| 1993      | Geraint Lewis       | Kelly Morgan         | Chris Rees Lyndon Williams        | Rachele Edwards Hilary Tarleton            | Chris Rees Hilary Tarleton          |
| 1994      | John Leung          | Kelly Morgan         | Andrew Spencer David Tonks        | Kelly Morgan Rachael Phipps                | Andrew Groves-Burke Sarah Williams  |
| 1995      | Richard Vaughan     | Kelly Morgan         | Chris Rees Lyndon Williams        | Kelly Morgan Rachael Phipps                | Andrew Groves-Burke Sarah Williams  |
| 1996      | Richard Vaughan     | Kelly Morgan         | Andrew Groves-Burke Geraint Lewis | Kelly Morgan Rachael Phipps                | Richard Vaughan Kelly Morgan        |
| 1997      | Richard Vaughan     | Kelly Morgan         | Andrew Groves-Burke Geraint Lewis | Kelly Morgan Rachael Phipps                | Richard Vaughan Kelly Morgan        |
| 1998      | John Leung          | Kelly Morgan         | Andrew Groves-Burke Geraint Lewis | Gail Osborne Kelly Morgan                  | John Leung Kelly Morgan             |
| 1999      | Richard Vaughan     | Kelly Morgan         | Chris Rees Neil Cottrill          | Kelly Morgan Rachele Edwards               | Richard Vaughan Kelly Morgan        |
| 2000      | Richard Vaughan     | Kelly Morgan         | Chris Rees Neil Cottrill          | Joanne Muggeridge Felicity Gallup          | Richard Vaughan Kelly Morgan        |
| 2001      | Richard Vaughan     | Kelly Morgan         | Chris Rees Neil Cottrill          | Joanne Muggeridge Felicity Gallup          | Neil Cottrill Joanne Muggeridge     |
| 2002      | Richard Vaughan     | Kelly Morgan         | Chris Rees Neil Cottrill          | Joanne Muggeridge Felicity Gallup          | Neil Cottrill Joanne Muggeridge     |
| 2003      | Irwansyah           | Kelly Morgan         | Matthew Hughes Martyn Lewis       | Joanne Muggeridge Felicity Gallup          | Matthew Hughes Joanne Muggeridge    |
| 2004      | Irwansyah           | Kelly Morgan         | Chris Rees Irwansyah              | Joanne Muggeridge Felicity Gallup          | Matthew Hughes Joanne Muggeridge    |
| 2005      | Paul Le Tocq        | Harriet Johnson      | Matthew Hughes Martyn Lewis       | Robyn Ashworth Harriet Johnson             | Matthew Hughes Joanne Muggeridge    |
| 2006      | Martyn Lewis        | Harriet Johnson      | Martyn Lewis Matthew Hughes       | Joanne Muggeridge Rachele Phillips         | Paul Le Tocq Kate Ridler            |
| 2007      | Raj Popat           | Rachele Phillips     | Martyn Lewis Matthew Hughes       | Joanne Muggeridge Rachele Phillips         | Matthew Sprake Joanne Muggeridge    |
| 2008      | Martyn Lewis        | Caroline Harvey      | Martyn Lewis Matthew Hughes       | Vikki Jones Nicole Walkley                 | James Phillips Katy Howell          |
| 2009      | Jamie van Hooijdonk | Sarah Thomas         | Martyn Lewis Matthew Hughes       | Kerry Ann Sheppard Caroline Harvey         | Martyn Lewis Vikki Jones            |
| 2010      | Irwansyah           | Sarah Thomas         | James Phillips Joe Morgan         | Caroline Harvey Carissa Turner             | Richard Vaughan Sarah Thomas        |
| 2011      | Daniel Font         | Sarah Thomas         | Martyn Lewis Matthew Hughes       | Vikki Jones Bethan Higginson               | Joe Morgan Jo Sullivan              |
| 2012      | Raj Popat           | Sarah Thomas         | James Phillips Nic Strange        | Sarah Thomas Carissa Turner                | James Phillips Jordan Hart          |
| 2013      | Chris Pickard       | Carissa Turner       | Joe Morgan Nic Strange            | Sarah Thomas Carissa Turner                | Oliver Gwilt Sarah Thomas           |
| 2014      | Daniel Font         | Carissa Turner       | Daniel Font Oliver Gwilt          | Sarah Thomas Carissa Turner                | Daniel Font Sarah Thomas            |
| 2015      | Daniel Font         | Carissa Turner       | Daniel Font Joe Morgan            | Sarah Thomas Carissa Turner                | Oliver Gwilt Emilie Gwilt           |
| 2016      | William Kitching    | Jordan Hart          | Nic Strange Joe Morgan            | Sarah Thomas Carissa Turner                | Martyn Lewis Ellen Mahenthiralingam |
| 2017      | William Kitching    | Jordan Hart          | Nic Strange Scott Oates           | nicht ausgetragen                          | Tsung Fong Mo Gean Sou Mo           |
| 2018      | Daniel Font         | Jordan Hart          | Daniel Font Oliver Gwilt          | Gean Sou Mo Carissa Turner                 | Tsung Fong Mo Gean Sou Mo           |
| 2019      | Daniel Font         | Jordan Hart          | Daniel Font Oliver Gwilt          | Aimie Sarah Whiteman Carissa Turner        | William Kitching Carissa Turner     |
| 2020      | William Kitching    | Jordan Hart          | Martyn Lewis James Phillips       | Jordan Hart Lowri Hart                     | Phillip Eastwood Sammy Hutt         |
| 2021      | Daniel Font         | Aimie Sarah Whiteman | Martyn Lewis Scott Oates          | Devi Tika Permatasari Aimie Sarah Whiteman | William Kitching Saffron Morris     |
| 2022      | Daniel Font         | Aimie Sarah Whiteman | Andrew Oates Nic Strange          | Devi Tika Permatasari Aimie Sarah Whiteman | Adil Khan Devi Tika Permatasari     |
| 2023      | Archie Bult         | Jordan Hart          | Daniel Font William Kitching      | Saffron Morris Wendy Shen                  | Andrew Oates Saffron Morris         |
| 2024      | Daniel Font         | Ishasriya Mekala     | Daniel Font Andrew Oates          | Saffron Morris Aimie Sarah Whiteman        | Andrew Oates Saffron Morris         |